# Pharnakeia
Pharnakeia (altgriechisch Φαρνάκεια; auch Φαρνακία) war eine antike Stadt in Kleinasien an der Südküste des Schwarzen Meeres in der heutigen Türkei.

## Lage
Laut Arrian lag der Ort zur See 150 Stadien von Kap Zephyrium entfernt, zu Lande 24 Meilen. Laut dem älteren Plinius lag er 95 bis 100 Meilen westlich von Trapezus, dem heutigen Trabzon. Auch Strabon lokalisiert den Ort unter Nennung von Trapezus. Der Ort ist mit dem heutigen Giresun zu identifizieren, sollte Pharnakeia mit Kerasus identisch sein. Diese Lokalisierung widerspricht allerdings der Angabe bei Xenophon, dass Kerasus weiter östlich im Gebiet von Kolchis lag, doch könnt es sich dabei auch um eine andere, später untergegangene Stadt dieses Namens gehandelt haben.

## Geschichte
Benannt wurde Pharnakeia nach Pharnakes I. von Pontos, die Gründung erfolgte mit Unterstützung durch die Bewohner von Kotyora. Münzen der Stadt tragen die Aufschrift Φαρνακείας oder Φαρνακεων. Zur Zeit des Mithridates VI. muss der Ort so weit befestigt gewesen sein, dass Mithridates während des Krieges gegen Sulla seine Schwestern und Frauen in der Stadt unterbringen konnte. Archäologische Reste gibt es auch von einer byzantinischen Befestigung.

## Wirtschaft
Die Einwohner lebten zum großen Teil vom Fischfang, namentlich der Thunfische und Delphine. In den anliegenden Berggebieten wurden Erzbergbau und Holzwirtschaft betrieben.